# 伍荣林
伍荣林（1908年—2002年），广东台山人。中国工程学家。
伍荣林自幼侨居美国，1930年中学毕业后进入麻省理工学院航空工程系，1934年获学士学位，1935年获硕士学位。随后返回中国，任中央大学航空系（当时名为机械特别班）教授，开设空气动力学课程。1937年抗日战争爆发后，随中央大学西迁重庆，1940年前往成都中央航空研究院任研究员、气动组组长兼风洞馆馆长。1949年，在中国人民解放军中南军区航空处及空军司令部任工程师。1950年调往教育系统，1952年出任北京航空学院空气动力教研室教授。著有《工业及民用建筑结构荷载规范》、《风洞设计》、《风扇设计原理》、《超音速风洞原理》等。